# Marie Hansen
Marie Hansen (født 4. juni 1964 i Hellerup) er en dansk embedsmand, der siden foråret 2020 har været direktør for Folketinget.
Hun er datter af advokat Ejvind Hansen og fhv. direktør Karen Westerbye-Juhl, født Michelsen. 
Marie Hansen er uddannet cand.polit. fra Københavns Universitet 1988 og har tidligere været fuldmægtig i Økonomiministeriet 1988-91, ministersekretær i Statsministeriet 1991-95, kontorchef i Økonomiministeriet 1995-97, kommitteret i Statsministeriet 1997-2001 og afdelingschef i Beskæftigelsesministeriet 2001-03. Fra 2003 til 2013 var hun direktør i Arbejdsmarkedsstyrelsen og er fra 1. januar 2014 udnævnt til departementschef i Kulturministeriet, hvor hun efterfulgte Karoline Prien Kjeldsen.
24. marts 1999 blev hun Ridder af Dannebrog, blev 18. april 2014 Ridder af 1. grad og tildelt kommandørkorset i 2021.
Hun er gift med økonomidirektør Henrik Tøth og har tre sønner.